# Aitor Arregi Artano
Aitor Arregi Artano (Getaria, 13 de gener de 1971) és un exfutbolista professional basc, que ocupava la posició de defensa.

## Trajectòria
Va començar a destacar a les files del CD Elgoibar. En 1991 fitxa pel Deportivo Alavés, amb qui pujaria a Segona Divisió el 1995. L'estiu de 1996 fitxa per la SD Eibar, on milita una campanya abans de recalar al Vila-real CF.
A les files del conjunt valencià es fa amb un lloc a l'onze inicial, tot jugant fins a 40 partits de la temporada 97/98, que culmina amb l'ascens a la màxima categoria dels groguets. En primera divisió, Arregi manté la titularitat i apareix en 32 partits.
El basc juga una temporada més amb el Vila-real, de nou en Segona, fins que el 2000 s'incorpora a l'Elx CF, on qualla una bona temporada. Amb la temporada 01/02 encetada, deixa l'Elx i fitxa pel Burgos CF. El conjunt castellà descendria eixa mateixa campanya. Arregi jugaria amb el Burgos fins a la seua retirada, el 2004.